# آمارین کورپوریشن
آمارین کورپوریشن (انگلیسی: Amarin Corporation) شرکت داروسازی ایرلندی است، که در سال ۱۹۹۳ تأسیس شد.